# Корабель управління

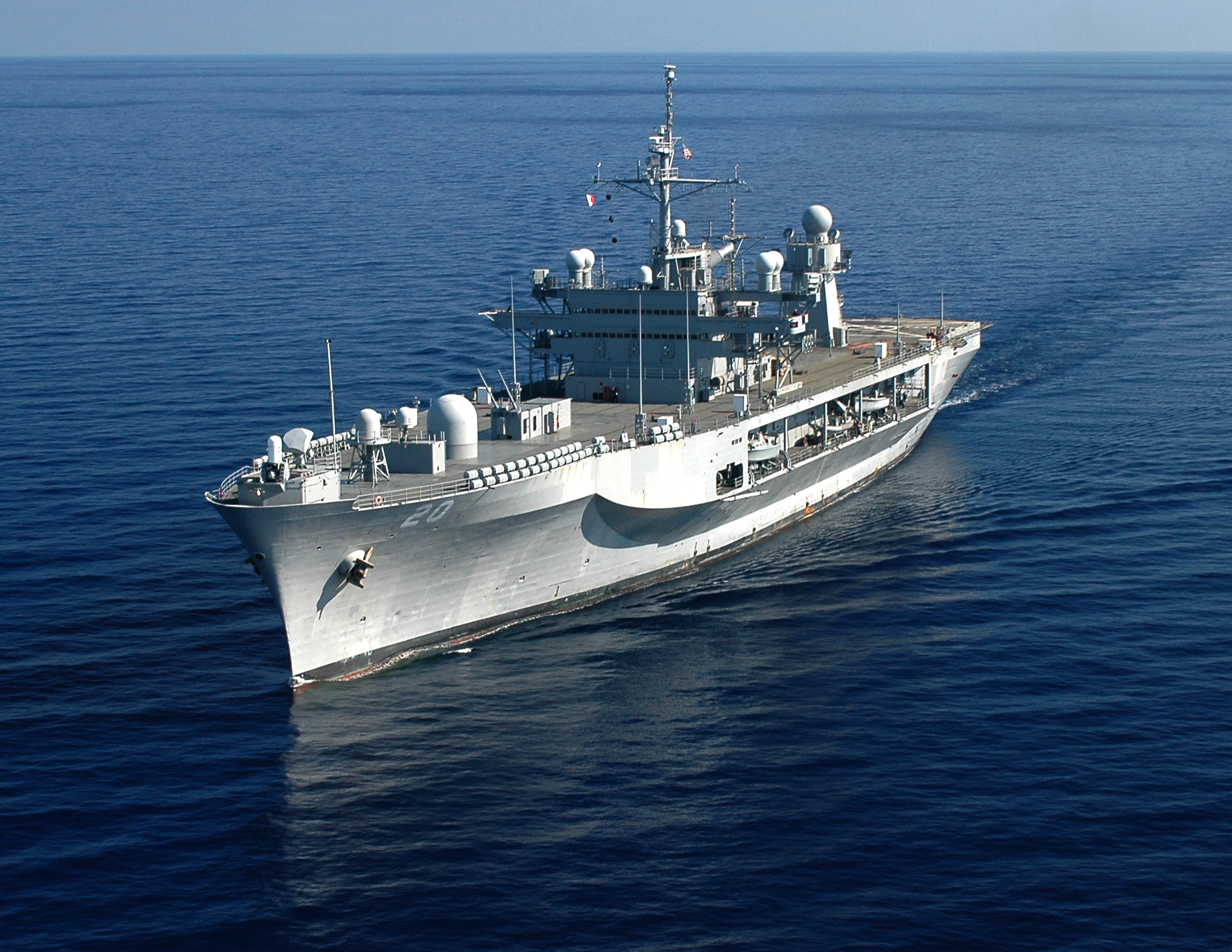
Американський корабель управління класу «Блу Рідж» USS «Маунт Вітні» — головний командний корабель 6-го флоту США

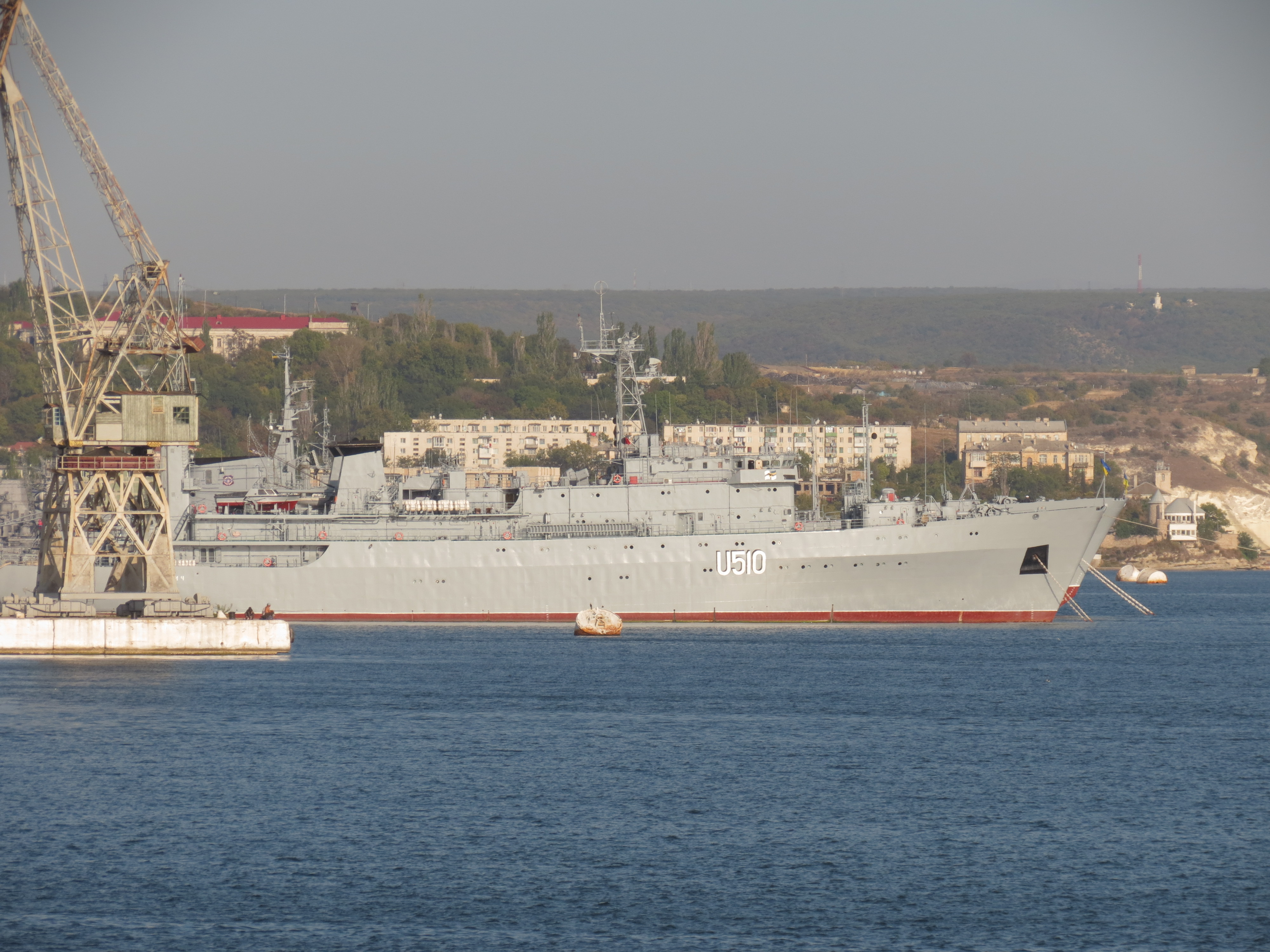
Український корабель управління — великий розвідувальний корабель «Славутич» Військово-Морських Сил України

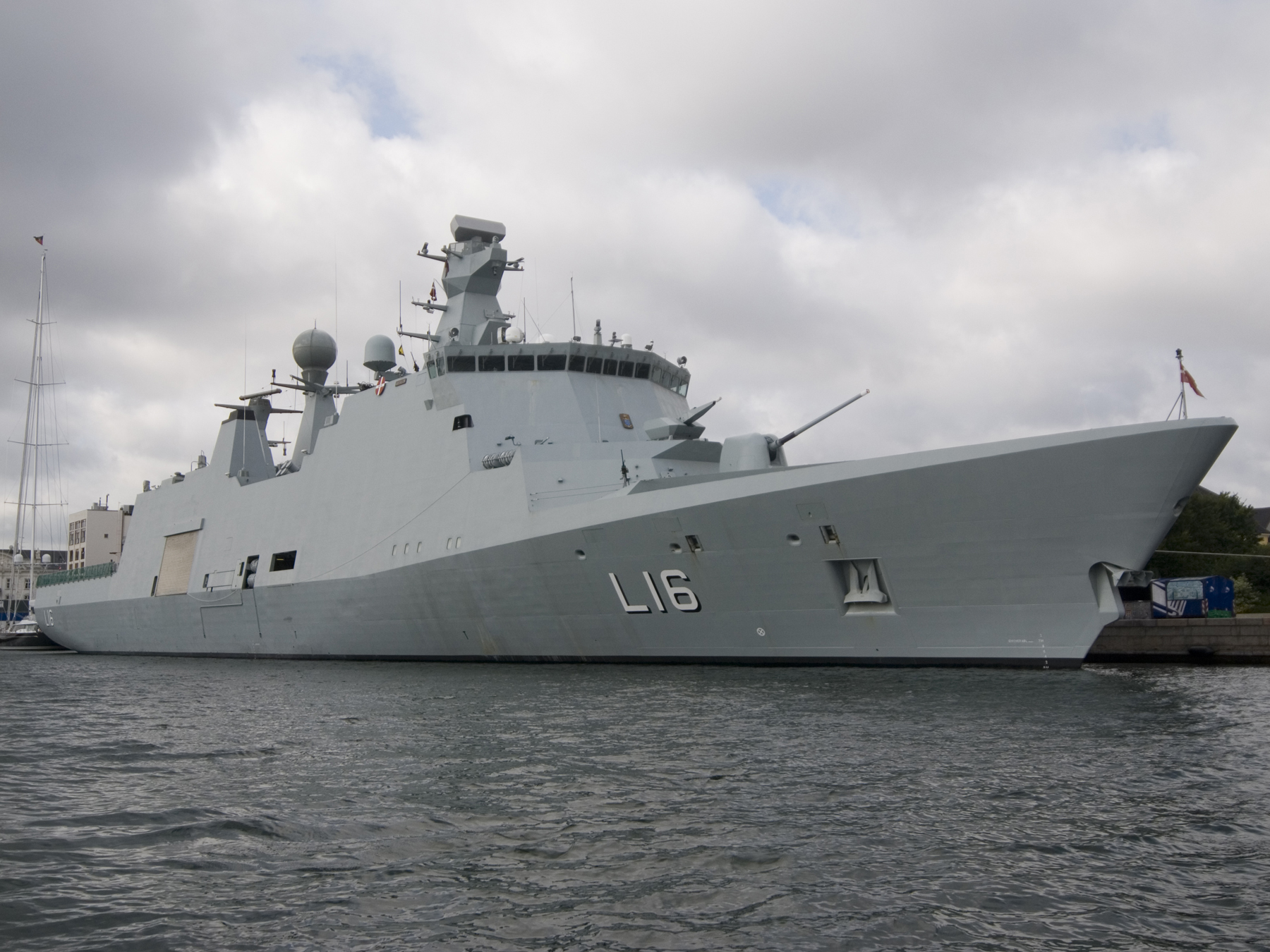
Данський корабель управління та підтримки HDMS «Ебсалон» (L16)

Корабель управління (англ. Command ship, рос. Корабль управления) — тип військових кораблів спеціального призначення, головним завданням якого є забезпечення управління силами флоту в операції (бою).

## Призначення
Дії сучасних військово-морських сил характеризуються великим просторовим розмахом, а також різноманіттям сил та засобів, що беруть участь у цих діях. За таких умов ведення сучасного бою (проведення операції) важлива роль належить кораблям управління (командним кораблям), які забезпечують оперативність та безперервність управління. Сучасні кораблі управління мають високу морехідність, велику дальність і автономність плавання. Їхнє технічне та спеціальне обладнання як рухомих плавучих командних пунктів забезпечує: зручність роботи командувача (командира з'єднання) й офіцерів штабу в бою; своєчасне доведення до підпорядкованих командирів з'єднань, кораблів та частин наказів і розпоряджень; двосторонній зв'язок зі старшим начальником та силами, які підпорядковуються і взаємодіють.
Корабель управління оснащений спеціальними технічними засобами, зокрема радіоелектронним комплексами і пристроями для збору, обробки та відображення поточної інформації; радіо та гідроакустичними комплексами для передавання команд і приймання донесень; електронно-обчислювальною технікою тощо.
Корабельне озброєння кораблів управління для самооборони, навігаційне оснащення та інші технічні засоби не відрізняється значною мірою від інших бойових кораблів.
Кораблі управління будуються за окремими проектами або переоснащуються з кораблів інших класів. Прообразом сучасного корабля управління є флагманський корабель, з якого командувач флоту (ескадри) керував підпорядкованими бойовими кораблями. Поява та розвиток нових сил і засобів боротьби на морі зумовили потребу мати у складі флотів спеціалізовані кораблі, що мали бути оснащені більш досконалими засобами зв'язку й управління. Першим зразком такого корабля став британський есмінець «Свіфт», що був переобладнаний для управління іншими ескадреними міноносцями британського флоту.
У Сполучених Штатах у строю є два кораблі управління — «Маунт Вітні» та «Блу Рідж» класу «Блу Рідж».